# Ruthwell
Ruthwell est un village et une paroisse du Royaume-Uni, à proximité du Solway Firth qui sépare l’Angleterre et l’Écosse, entre Dumfries et Annan, dans le district de Dumfries and Galloway.

## Éléments touristiques

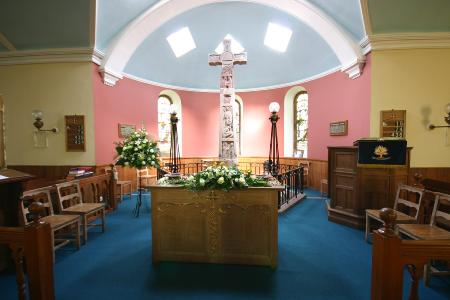
La croix de Ruthwell, dans l’église.

La croix de Ruthwell est un des plus célèbres monument anglo-saxon. On y trouve une inscription en runes anglo-saxonnes, qui reprend des vers du poème en vieil anglais nommé The Dream of the Rood. Il est exposé dans l’église.
Un musée de la Caisse d’épargne (Savings Bank Museum) a été créé dans le village, en mémoire de l’ouverture en 1810 de la première caisse d’épargne au monde.
L’eau d’un puits situé à trois kilomètres à l’ouest du village de Ruthwell a une couleur rougeâtre en raison du fort taux de sels de fer dans l’eau ; Robert Burns espérait y guérir de sa maladie, en buvant de cette eau riche en fer.

## Personnalités

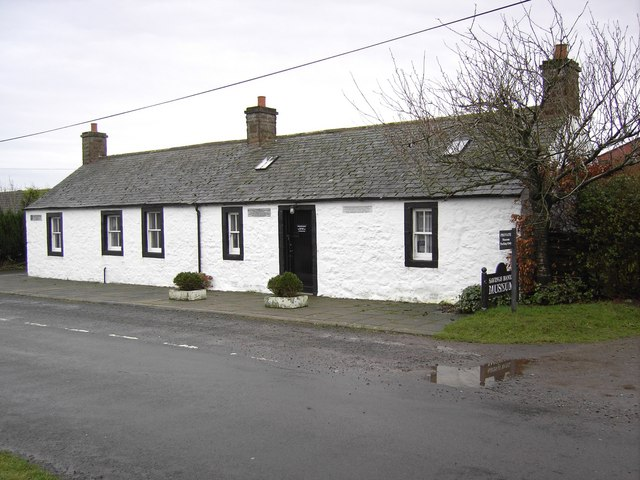
Le musée de la Caisse d’épargne de Ruthwell.

L’habitant le plus célèbre de Ruthwell est le révérend Henry Duncan (1774 † 1846), ministre protestant, auteur, antiquaire, géologue, éditeur, artiste et homme d’affaires. En 1810, il a ouvert la première caisse d’épargne au monde ; en 1818, il restaure la croix de Ruthwell. Lors du schisme de 1843 de l’Église d’Écosse, Dr Duncan devient l’un des ministres fondateurs de l’Église libre d’Écosse.
Durant sa jeunesse, Robert Murray McCheyne a passé des vacances d’été au Clarence Cottage, maison de sa tante maternelle, située dans le hameau de Clarencefield à proximité de Ruthwell. Il aurait été souvent amené à voir son « oncle » Henry Duncan au presbytère. Ses parents étaient originaires de cette partie de l’Écosse.